# Eclipse solar del 21 de septiembre de 2025
Un eclipse solar parcial ocurrirá en el nodo descendente de la órbita lunar el domingo 21 de septiembre de 2025, con una magnitud de 0,855. Un eclipse solar ocurre cuando la Luna pasa entre la Tierra y el Sol, oscureciendo total o parcialmente la imagen del Sol para un observador terrestre. Un eclipse solar parcial ocurre en las regiones polares de la Tierra cuando el centro de la sombra de la Luna no alcanza la Tierra. El eclipse parcial será visible en gran parte de Oceanía y la Antártida, con una cobertura de hasta el 80 % en el punto más meridional de Nueva Zelanda y en la isla Stewart en la mañana del 22 de septiembre, hora local.